# BLUE (애프터스쿨 블루의 음반)
BLUE(블루, The 4Th Single Album - Blue)는 대한민국의 여성 가수 애프터스쿨의 유닛 애프터스쿨 블루의 첫 싱글 앨범이다.

## 수록곡
1. 원더보이 (Wonder Boy)
2. Lady (애프터스쿨 전원이 부른 곡)